# Альбуаз де Пюжоль, Жюль-Эдуар
Жюль-Эдуар Альбуаз де Пюжоль (фр. Jules-Édouard Alboize de Pujol; 1805, Монпелье, — 9 апреля 1854, Париж) — французский драматург, писатель, режиссёр.
Руководил театром на Монмартре. Из многочисленных пьес, написанных им в одиночку или в соавторстве, наибольшей известностью пользовались «Христиерн Датский, или Чёрные маски» (фр. Christiern de Danemark, ou Les masques noirs; 1836) и «Жертва ста девственниц» (фр. Le tribut des cent vierges; 1841). Кроме того, писал Альбуаз и прозу — историческую и историко-документальную, чаще в соавторстве, в том числе «Знаменитые судебные случаи, или Календарь преступлений» (фр. Causes célèbres ou Fastes du crime; 1842—1846, вместе с Мокаром и Капо де Фёйидом) и «Историю Бастилии» (1840, вместе с Арну и Маке).
Утверждается, что Альбуаз де Пюжоль был женат на племяннице знаменитой гадалки Ленорман и унаследовал некоторый архив, опубликовать который ему помешала собственная смерть.